# Otto Geisler (General)
Otto Geisler (* 17. März 1930 in Šumperk; † 5. Juni 2009 in Berlin) war ein deutscher Generalleutnant des Ministeriums für Staatssicherheit (MfS) der DDR und Leiter der Arbeitsgruppe des Ministers.

## Leben
Der Sohn eines kaufmännischen Angestellten und einer Weberin besuchte nach der mittleren Reife eine Wirtschaftsoberschule.
Nach dem Krieg wurde er nach Erfurt in die Sowjetische Besatzungszone Deutschlands umgesiedelt, arbeitete als Bohrer und Fräser im sowjetischen Unternehmen Olympia und wurde 1946 Mitglied der SED. Im Jahr 1948 trat er in die Deutsche Volkspolizei ein und wurde 1949 Politkultur-Instrukteur. Im Jahr 1952 wurde er beim MfS eingestellt und diente in der Hauptabteilung I (damals zuständig für die KVP). 1956/57 absolvierte er ein Studium an der Hochschule der NVA. 1961 wurde er stellvertretender Abteilungsleiter, 1962 Abteilungsleiter für Sonderaufgaben des Leiters, 1966 stellvertretender Leiter der Arbeitsgruppe des Ministers Aufgabenbereich „S“ (AGM/S). Ein Fernstudium an der Humboldt-Universität zu Berlin von 1966 bis 1970 schloss er als Diplom-Kriminalist ab. Von 1970 bis 1972 studierte er an der Hochschule des Ministeriums für Staatssicherheit mit dem Abschluss als Diplomjurist. Dort wurde er 1977 auch zum Dr. jur. promoviert.
Im Januar 1980 wurde er Leiter der AGM/S und am 1. Februar 1980 vom Vorsitzenden des Nationalen Verteidigungsrates der DDR, Erich Honecker, zum Generalmajor ernannt. Seine Beförderung zum Generalleutnant erfolgte am 1. Februar 1983. Im selben Jahr erwarb er den akademischen Grad eines Diplom-Militärwissenschaftlers an der Militärakademie Friedrich Engels der NVA. Am 1. August 1987 schied er wegen Krankheit aus seinen Funktionen und ging in Rente.
Er lebte zuletzt in Berlin-Hellersdorf.

## Auszeichnungen
- 1987 Vaterländischer Verdienstorden in Gold[1]